# Лойзага, Эладио
Эладио Лойзага Кабальеро (исп. Eladio Loizaga Caballero; 17 марта 1949, Асунсьон, Парагвай) — парагвайский политик и дипломат, министр иностранных дел с 2013 года. Юрист, специалист в области международного и права, международной торговли и интеллектуальной собственности.

## Биография
В 1973 году окончил факультет права и социальных наук Национального университета Асунсьона.
Работал в Министерстве иностранных дел Парагвая. В январе 1974 года был назначен первым секретарём посольства Парагвая в Вашингтоне (США) и Организации американских государств.
С января 1979 — помощник заместителя государственного секретаря Министерства иностранных дел. В августе 1981 назначен директором департамента международных договоров и актов МИД Парагвая. С сентября 1983 был генеральным директором Министерства иностранных дел. В июне 1988 года вышел в отставку.
Один из видных представителей Всемирной антикоммунистической лиги.
В 1989 году был избран депутатом Палаты депутатов от Парагвайской партии Колорадо. В мае занял пост начальника аппарата президента Республики.
С сентября 1992 до июня 1993 года — вновь депутат в палате депутатов.
В апреле 1995 стал Постоянным представителем Парагвая при Организации Объединенных Наций в Женеве и ВТО (по июнь 1998).
В 1996 году был назначен председателем Координационного комитета Всемирной организации интеллектуальной собственности и главным переговорщиком во Всемирной торговой организации по Соглашению по торговым аспектам прав интеллектуальной собственности.
В июне 1999 года — советник министра иностранных дел Парагвая.
С июля 2001 до мая 2009 года был послом и Постоянным представителем Парагвая при Организации Объединенных Наций в Нью-Йорке. Вице-президент Генеральной Ассамблеи 56 и 60-й сессии Генеральной Ассамблеи, несколько раз в отсутствии президента исполнял его обязанности.
15 августа 2013 г. назначен вместо Хосе Феликса Эстигаррибия министром иностранных дел Парагвая в кабинете премьер-министра Орасио Картеса.